# 白峰弁
白峰弁（しらみねべん）とは、石川県白山市白峰、桑島及び下田原の区域で話されている日本語の方言である。北陸方言の一種。ジゲ弁・白峰ことばとも言う。
音韻は表日本的で、/tu/の音素が存在する。アクセントは京阪式アクセントとも東京式アクセントとも異なる（詳しくは加賀弁#アクセントを参照）。文法や単語に古風なもの・特殊なものが多い。地区内でも白峰北部・南部、桑島東島・西島・山間部と違いが見られる。

## 地勢的特徴
白山市白峰地区は白山麓旧5ヶ村中最も山深いところにあり、王朝時代以降からは山内庄の文化圏にあった。山内庄であった白山市の白峰から手取川の尾口、鳥越、吉野谷、河内と、さらには白山市鶴来地区南端（白山天嶺側の白山町（しらやま）～八幡町（やわた））までを境とし、かつて明治生まれ世代までの人々の間にはこのジゲ弁が話され、室町時代の謡曲の詞章文言に共通する古い言葉もいくつか残されていた。この山内庄は安土桃山時代に加賀一向一揆最後の根拠地となり、山内庄の東谷（現在の白峰）と西谷（鳥越・阿手）は撫で斬りに制圧した柴田勝家一族の所領として越前国へ分割され、江戸時代には白山麓十八ヶ村として幕府直轄領天領となり福井藩が預かり、廃藩置県直後の本保県（現在の福井県北部）を経て石川県に編入復帰された。山一つ越えれば福井県という地点にある。1934年（昭和9年）に発生した手取川大水害では石川県側へ下りる道路が遮断され、いち早く援助物資を届けたのは福井県勝山市であった。
旧白峰村は牛首（うしくび＝今の白山市白峰）と桑島（くわじま＝今の同市桑島）の二つの大きな集落と山間部に点在した出作り集落（今は消滅）からなるが、牛首の住民は自分達の集落のことを「ジゲ」と言い、桑島のことを「シマ」と言った。「ジゲ」は漢字を当てると「寺家」であり、熱心な浄土真宗（真宗大谷派）門徒衆である地域柄が窺える（人口1000人強の村に寺院が五つも存在する）。

## 代表的な表現

### 人称
ぎら
白峰地区における男性の一人称。漢字を当てると「儀等」となる。最近は音便化して「ぎゃー」と発音する人が多い。桑島地区では福井弁と同じく「うら」と言う。複数形はそれぞれ「ぎらら」「うらら」。
わえ
白峰地区における男性の2人称。「え」はiとeの中間音。複数形は「わっら」

### あいさつ
あさいくわっしゃいましたかよ
「おはようございます」。「あさい」は「朝飯（あさいい）」。つまり「朝ごはんをお食べになりましたか」という意味になる。
ばんげでございます
「こんばんは」。「ばんげ」は「晩餉」。つまり「晩御飯（の時間）でございます」。
よしたい
「ありがとう」。「良したい」＝「良くしたね」の意。「よしたいよ」「ようさっしゃった」とも言う。
のいの
「さようなら」。「のう、往のう」で「さあ、行こう」の意。

### あいづち
はんじゃ
「そうしよう」。普通くり返して言う。「はんじゃはんじゃ～」
しゃんじゃ
「その通りだ」。「そうだけど」は「しゃんじゃけっと」、「そうだから」は「しゃんじゃさかい」となる。

### 接尾語
～にゃぁ
「～ね」。白峰弁の特徴であり、このことから白峰弁を「にゃーにゃー弁」とも言う。「あのにゃぁ～」
～ちょる
「～している」。「なっている」は「なっちょる」になる。
～くれんこ？
「～くれないか？」疑問詞。
～め
動物の種類につく。桑島地区ではつけない。いぬ＝いりめ、ねこ＝にょこめ、へび＝へんめ、かえる＝べっとめ 等
「いりめは、にょこめを呼んできたやと（犬は、猫を呼んできました…ロシア民話『おおきなかぶ』より）」

### その他
ございの
「いらっしゃいよ」。「ござい」は「居る・行く・来る」の丁寧語に当たる表現「ござる」の命令形（ござれではない）。ちなみに「ござる」の否定形は「ござらん」である。
あんぎゃの衆
「あなたの家族」
けっこうな
「きれいな」。桑島地区では「うつくしい」
やーとろ
驚いた時に叫ぶ言葉。「やあ、おとろしや（ああ、恐ろしい）」の短縮形。
がまだれ
「つらら」。
かっつき
「ジャガイモ」。白峰は地質のせいかイモが大きく育たず、ピンポン玉程度の大きさにしかならない。そこで、そのイモを皮のまま砂糖と醤油だけで甘辛く煮付けた『かっちり』という郷土料理がある。
ぺたい
「冷たい」。地区運動会の種目の一つに、バトン代わりに氷の塊を素手で持ってリレーする「ヤッペタ・リレー」がある。

## 補足
- 北海道奈井江町の白山町は白峰からの入植者が中心となって起こした町であり、昭和30年代頃までの住民の中には白峰弁を話せる者もいたという（『白峰村史』より）。